# Краснова, Татьяна Геннадьевна
Татьяна Геннадьевна Краснова (27 июня 1995, Мозырь, Гомельская область) — белорусская футболистка, полузащитница российского клуба «Ростов». Игрок сборной Белоруссии.

## Биография
Начала играть на взрослом уровне в высшей лиге Белоруссии в неполные 16 лет в составе клуба «Гомель». За 4 сезона в составе клуба сыграла ровно 100 матчей, забила 44 гола, в том числе трижды достигала отметки в 10 голов за сезон. Была одной из лидеров клуба и рекордсменкой на тот момент по числу голов за сезон (15 в сезоне 2012 года).
В 2015 году перешла в клуб «Бобруйчанка», где провела 5 сезонов, забив за это время 75 голов. Всего в чемпионатах Белоруссии забила более 100 голов, неоднократно делала «хет-трики», в том числе дважды забивала по 6 голов. Лучший личный результат — 20 голов в сезоне 2018 года (шестое место в споре бомбардиров сезона).
В 2020 году перешла в российский клуб «Рязань-ВДВ». В 2022 - в «Ростов».
Выступала за юниорскую и молодёжную сборные Белоруссии. В 2019 году сыграла первые официальные матчи за национальную сборную в отборочном турнире чемпионата мира.
Также играла в соревнованиях по пляжному футболу. Становилась чемпионкой Белоруссии в составе «Бобруйчанки» и лучшим бомбардиром чемпионата 2019 года (6 голов в 3 матчах). В 2014 году стала бронзовым призёром первого чемпионата страны в составе «Мозыря», забила 6 голов в матче за третье место и признана лучшим игроком турнира. Выступала за сборную страны.